# Маметов, Ахмет
Ахмет Маметов (каз. Ахмедғали Мамытұлы, 1895 — 11 ноября 1938) — казахский общественный деятель, один из участников западного крыла партии «Алаш». В советские годы — врач-инфекционист, руководитель научно-исследовательского института кожных и венерологических заболеваний в Алма-Ате. Расстрелян в 1938 году. Отец (приёмный) Маншук Маметовой, Героя Советского Союза, погибшей в годы Великой Отечественной войны.

## Биография
Родился в 1895 году, в урочище Койтогыткан Букеевской (Внутренней) Орды, получил начальное религиозное образование в родном ауле. В 1912 году продолжил обучение в медресе «Ғалия» в Уфе, в котором подружился с Беимбетом Майлиным, будущим классиком казахской литературы. Закончив курс медресе, вместе с Майлиным они продолжили обучение в светско-духовном заведении «Хусния» в Оренбурге. В годы учёбы Ахмет стал пробовать свои силы в журналистике, печатался в газетах и журналах на казахском языке — «Айкап», «Казах», «Еркін». Писал стихи, рассказы и очерки, вышедшие в сборниках «Гиббат», «Кенес». В 1915 году поступил в светскую школу для взрослых в городе Александров Гай, где получил также специальность садовода. Работал редактором газеты «Жаңа казах» в городе Ойыл, газеты «Ерік» в поселке Джамбейта, в котором в годы начавшейся Гражданской войны располагалось западное отделение Алаш-орды. В 1920—1921 годах редактировал газету «Қызыл Ту» в Уральске.
В 1920-х годах Ахмет Маметов решил кардинально переменить свою жизнь и поступил на медицинский факультет Саратовского университета. После окончания учёбы год стажировался в больнице при университете, а затем наступил период напряжённой работы в Казахстане — на Мангышлаке, в Семипалатинске, Алма-Ате. В начале 1930-х годов Ахмет Маметов проходил обучение в аспирантуре в Саратове, затем возглавил областной здравотдел в Уральске. В 1933 году он назначен руководителем НИИ кожно-венерологических заболеваний в Алма-Ате.
Во второй половине 30-х годов были подвергнуты репрессиям все бывшие руководители Алашординской казахской автономии, не избежал этой участи и Ахмет Маметов. В 1938 году он был арестован, 11 ноября осуждён по печально известной 58-й статье — части 2, 8 и 11, расстрелян в день приговора. Семье Ахмета о приговоре сообщено не было и долгое время жена и приёмная дочь верили, что Ахмет жив.

## Семья
После 1917 года Ахмет Маметов познакомился с Аминой, входившей в круг молодых казахских писателей, журналистов и поэтов. Вместе они отправились на учёбу в саратовском рабфаке, став также дипломированным врачом, Амина была его верным спутником и помощником в ходе многочисленных командировок. В ходе одной из командировок в родные места бывшей Букеевской Орды, Ахмет и Амина удочерили дочь близких родственников Ахмета — Мансию. Амина и Ахмет называли маленькую дочь Моншақ — бусинкой. Представляясь друзьям семьи, маленькая девочка не могла правильно произнести это ласковое прозвище и называла себя «Манчук». Имя Маншук закрепилось и позднее попало во все документы. После ареста отца Амина Маметова советовала Маншук в анкетах указывать имена своих первых родителей, чтобы имя репрессированного приёмного отца не ложилось тенью на судьбу дочери. Но Маншук верила в невиновность Ахмета, писала письма в его защиту, трижды писала на имя Сталина. С началом Великой Отечественной войны она оставила учёбу в медицинском институте, добилась своего призыва в действующую армию. Первое время девушку держали на штабных должностях при штабе, но Маншук считала, что сражаясь на передовой, она подвигами сможет доказать несправедливость, допущенную по отношению к её отцу. Добившись перевода в передовые части на должность медсестры, Маншук вскоре окончила фронтовые курсы пулеметчиков и была назначена первым номером пулемётного расчёта. Погибла 15 октября 1943 года в ходе боёв за освобождение города Невеля. 1 марта 1944 года гвардии старшему сержанту Маметовой Маншук Жиенгалиевне было присвоено звание Героя Советского Союза посмертно.

### Комментарии
1. ↑  Постановления Государственного Комитета Обороны (ГКО), определявшие призыв женщин на военную службу (В 1942 году их было три) не предусматривали использование женщин в боевых частях и подразделениях, за исключением ВВС[2]

### Сноски
1. 1 2 3  Бектенова С. Возвращённая память // Информбиржа : газета. — 2016. — № 24 (1145).
2. ↑  О мобилизации женщин на разных этапах Великой Отечественной войны. Дата обращения: 8 апреля 2021. Архивировано 5 марта 2021 года.
3. ↑  Смирнова Н. Бусинка в ожерелье Победы // Информбиржа : газета. — 2019. — № 51 (1328).